# اپترا موتورز
شرکت اپترا موتورز (به انگلیسی: Aptera Motors) نام یک تولیدکنندهٔ خودرو برقی است.
این کمپانی آمریکایی که در سال ۲۰۰۵ میلادی در کالیفرنیا تأسیس شد، خودروی تمام برقی دو نفره شهری تولید می‌کند.

## نگارخانه

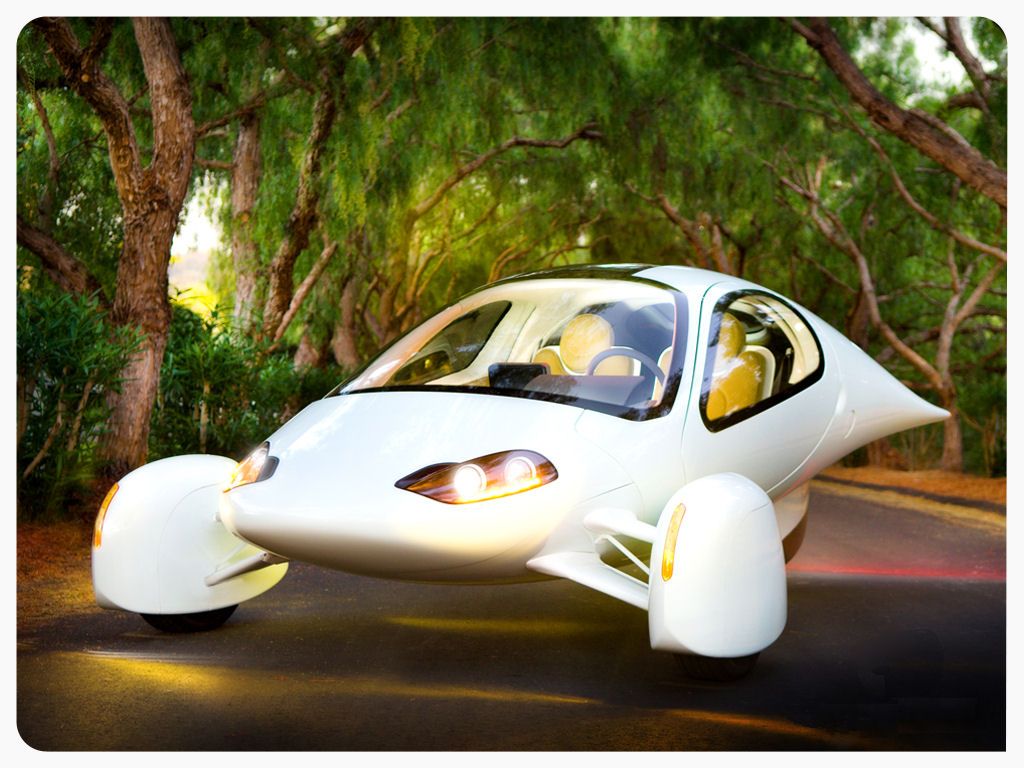